# Hans Fredrik Gude

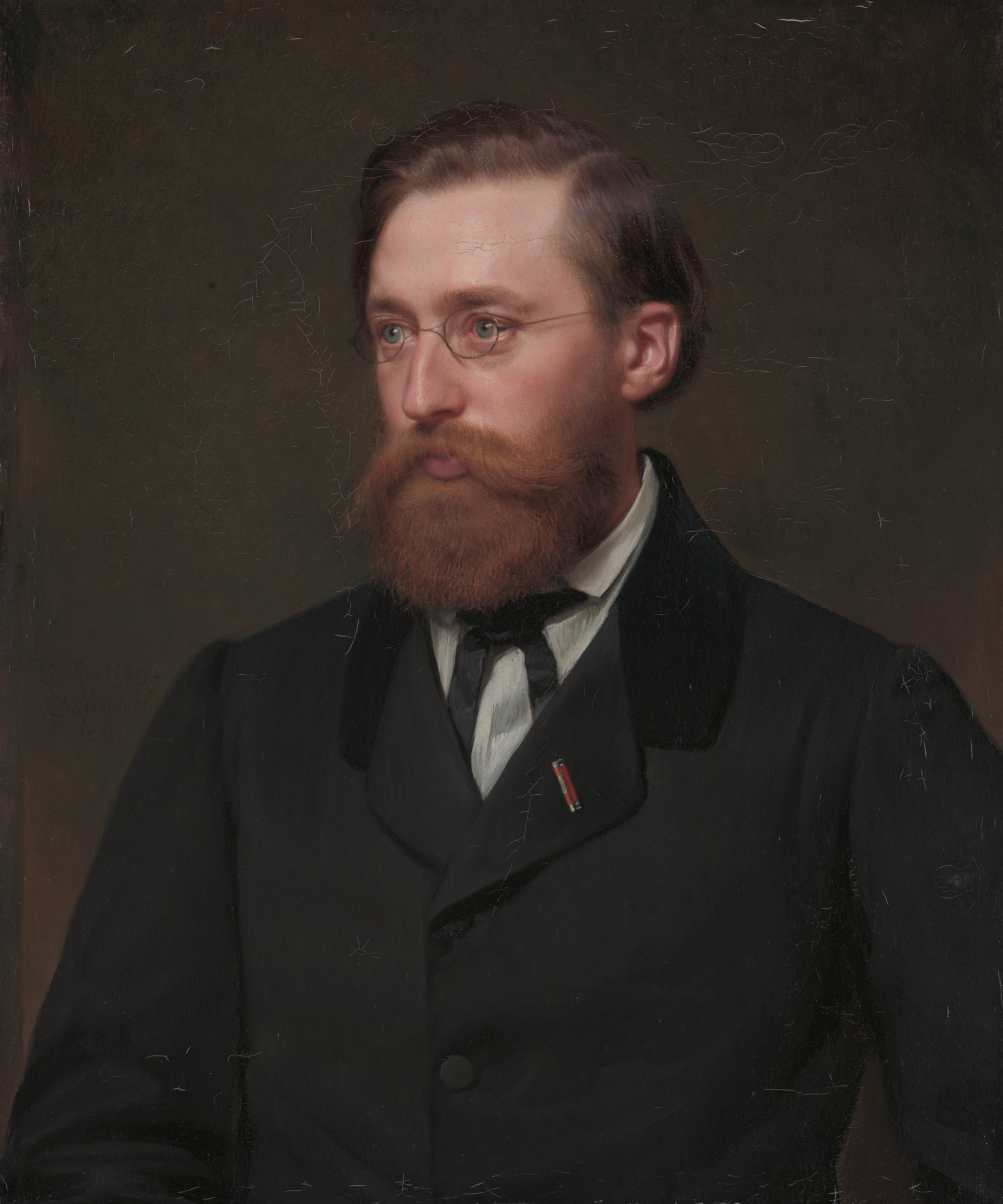
Hans Fredrik Gude, Gemälde von Julius Roeting, 1861

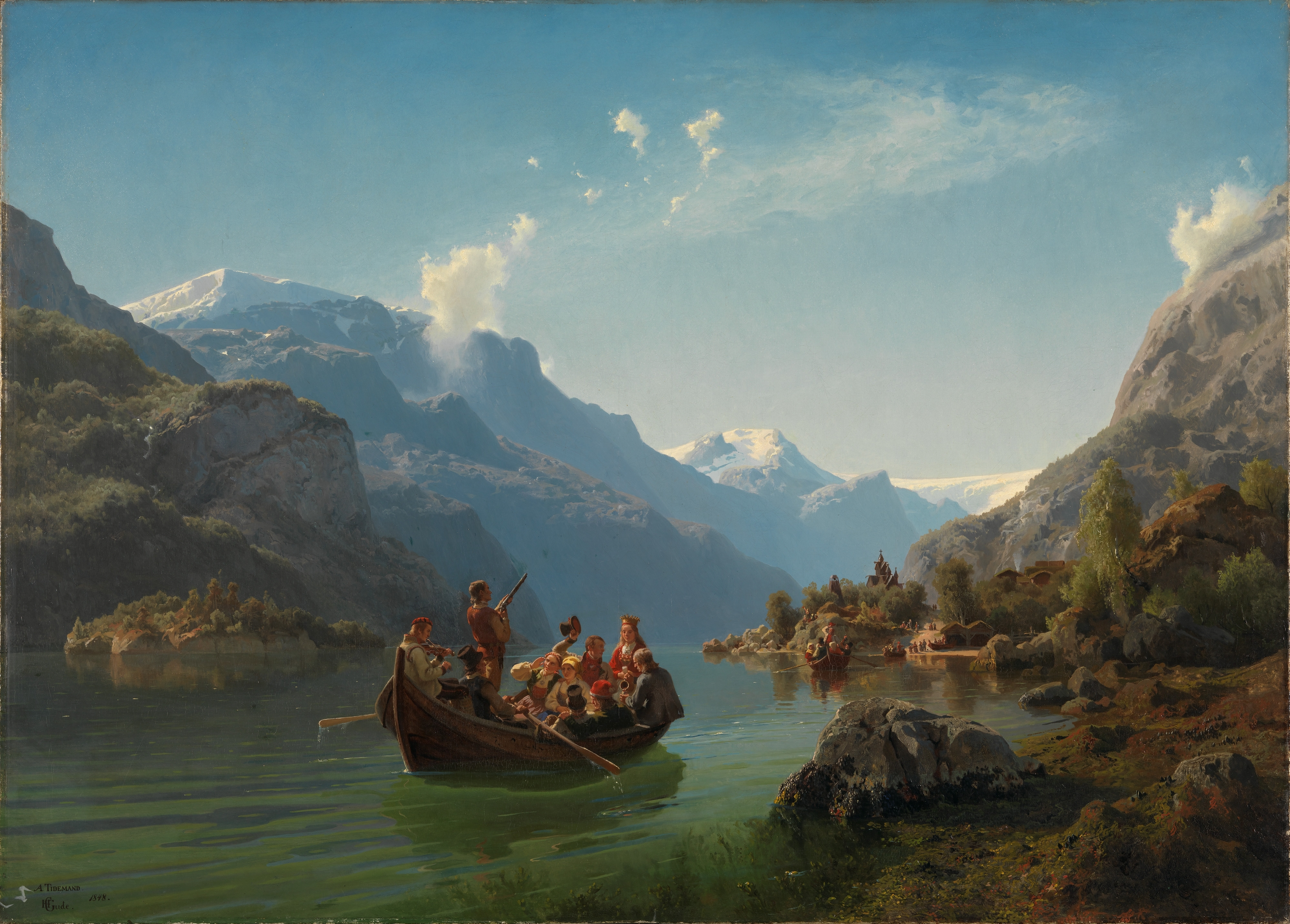
Brudeferd i Hardanger (Brautfahrt auf dem Hardangerfjord), 1848

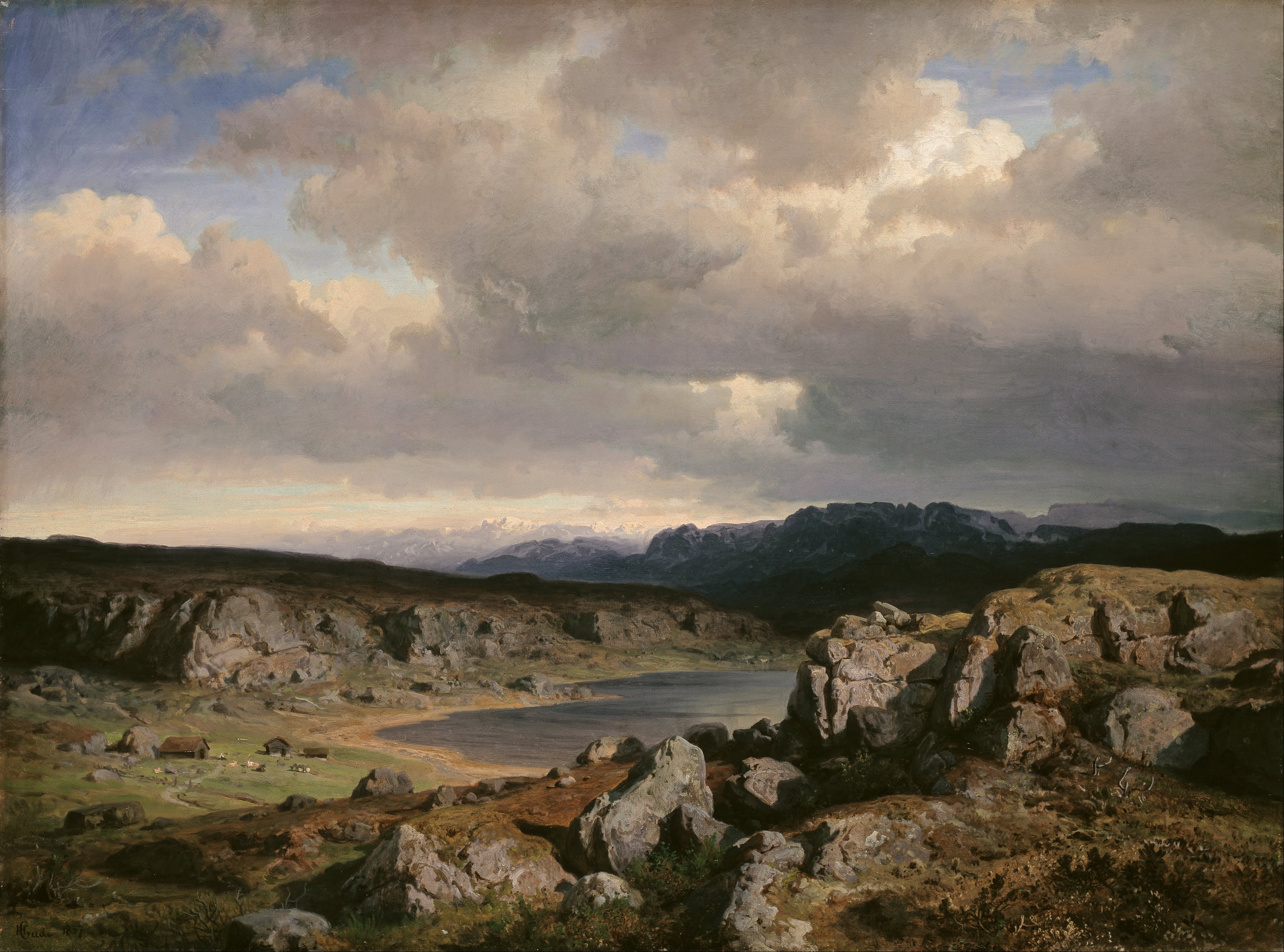
Høifjæld (Berge), 1857

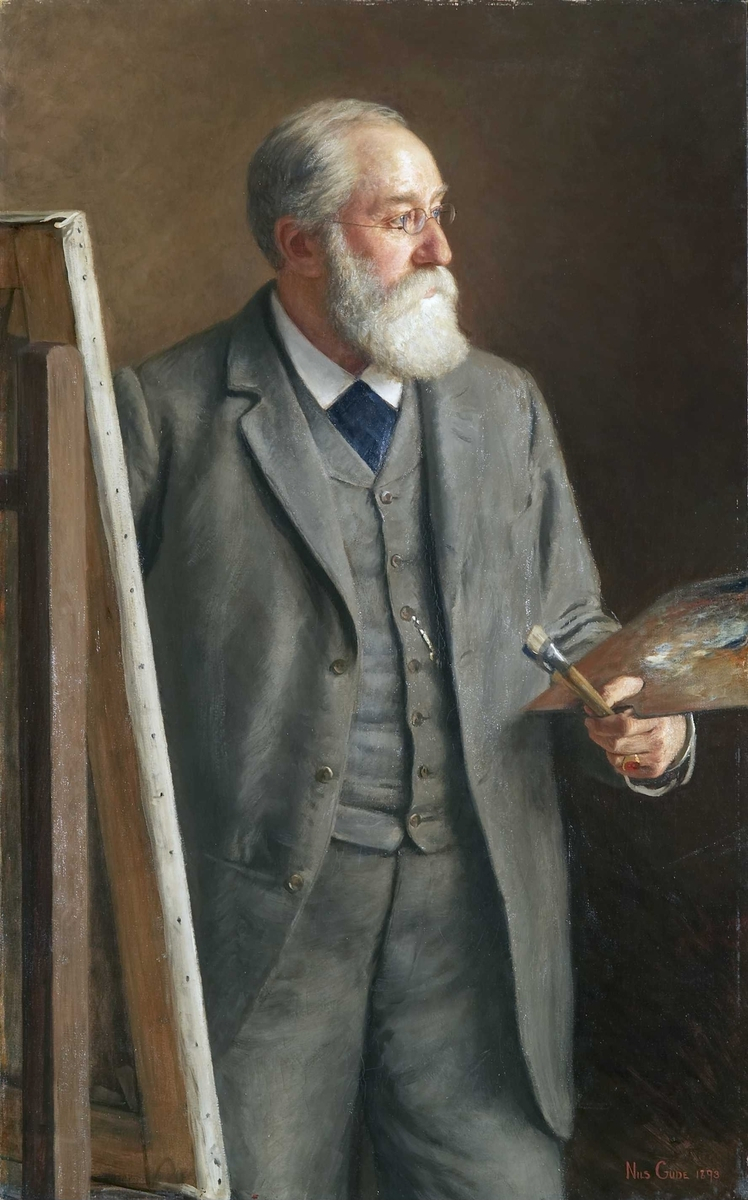
Hans Fredrik Gude, Gemälde von Gudes Sohn Nils, 1893

Hans Fredrik Gude (* 13. März 1825 in Christiania; † 17. August 1903 in Berlin) war ein norwegischer Landschafts- und Marinemaler der Düsseldorfer Schule. 

## Leben
Hans Fredrik Gude studierte 1838 bis 1841 an der Königlichen Zeichenschule in Oslo bei Johannes Flintoe. Seine Ausbildung setzte er 1841 in Düsseldorf bei Andreas Achenbach fort. 1842 trat er in die Düsseldorfer Akademie ein, wo er bis 1844 bei Johann Wilhelm Schirmer lernte. Die anschließende Ausbildung bis 1846 erfolgte in dessen Privatatelier. Nach einer Studienreise in Norwegen, auf der er den Maler Adolph Tidemand kennenlernte, verbrachte er die Jahre 1848 bis 1850 in Christiania. Am 25. Mai 1850 heiratete er in Vang (Hedmark), Betzy Charlotte Juliane Anker (1830–1912), eine Enkelin des norwegischen Politikers Carsten Anker. Im Jahr 1851 porträtierte Karl Ferdinand Sohn Gudes junge Frau. Das Gemälde befindet sich im Museum Kunstpalast. Betzy Gude gebar acht Kinder, unter ihnen den späteren Porträtmaler Nils Gude. Zurückgekehrt nach Düsseldorf, zeichnete ihn 1852 die Berliner Akademie mit einer Goldmedaille aus.
1854 wurde er Nachfolger seines Lehrers Johann Wilhelm Schirmer als Professor für Landschaftsmalerei an der Düsseldorfer Akademie. Die Stellung war durch die Berufung Schirmers zum Direktor der neu gegründeten Karlsruher Kunstschule durch den badischen Prinzregenten und späteren Großherzog Friedrich I. frei geworden. 1861 gab er die Professorenstelle auf und verbrachte die Jahre von 1862 bis 1864 in Betws-y-Coed in Wales. Oft hielt er sich am Chiemsee in Oberbayern auf, so 1853, 1867, 1868, 1869, 1871 und 1872. Er schuf dort zahlreiche Landschaftsbilder. Nachfolger auf dem Lehrstuhl an der Kunstakademie Düsseldorf wurde Oswald Achenbach, sein Tutor.
Nach dem Tod von Johann Wilhelm Schirmer (1863) wurde wiederum Gude 1864 als dessen Nachfolger für die Direktion der Karlsruher Akademie berufen. Diese Funktion nahm er bis 1870 wahr, anschließend lehrte er von 1874 bis 1880 als Professor für Landschaftsmalerei an der gleichen Akademie. 1880 berief ihn sein Freund und ehemaliger Schüler Anton von Werner an die Berliner Akademie zum Leiter der Meisterklasse für Landschaftsmalerei. So zog Hans Fredrik Gude nach Berlin und kaufte in der Königin-Augusta-Str. 51 ein Haus für sich und seinen Schwiegersohn, den Bildhauer Otto Lessing. Dieser hatte am 21. September 1875 Gudes älteste Tochter Sigrid geheiratet und betrieb ein florierendes Atelier für dekorative Bauplastik. Bis 1901 leitete Gude seine Meisterklasse und wurde zum Mitglied des Senats der Akademie der Künste ernannt. Gude war darüber hinaus Mitglied der Akademien in Wien, Amsterdam, Rotterdam, Stockholm und Kopenhagen und im Verein Berliner Künstler. Er verstarb am 17. August 1903 in Berlin. Sein Grab liegt auf dem Friedhof Vår Frelsers Gravlund in Oslo. Die Künstlerin Ingeborg Gude (1890–1963) war seine Enkelin.

## Ehrungen
- Nordstern-Orden, 1866 (Schweden)[4], auf der Nordischen Kunstausstellung in Stockholm erhalten für „Likferd på Sognefjorden“ (Leichenfahrt auf dem Sognefjord, Gemeinschaftswerk von Hans Fredrik Gude und Adolph Tidemand, 1853) (Göteborg Kunstmuseum).
- Franz-Joseph-Orden, Ritter 1868 (Österreich)
- Orden vom Zähringer Löwen, Ritter I. Klasse 1868 (Baden)
- Sankt-Olav-Orden, Ritter, 1885 (Norwegen)
- Sankt-Olav-Orden, Kommandeur, 1887
- Sankt-Olav-Orden, Großkreuz, 1893[5]
- Preussische Kriegsdenkmünze 1870–71 für Nichtkombattanten
- Rother Adlerorden III. Klasse, 1886 (Preußen)
- Leopold-Orden 1886 (Österreich)
- Oldenburgischer Haus- und Verdienstorden des Herzogs Peter Friedrich Ludwig 1889
- Kronen-Orden II. Klasse, 1892 (Preußen)
- Ritter der Ehrenlegion

## Meisterschüler
- Erik Bodom (1829–1879), norwegischer Landschaftsmaler der Düsseldorfer Schule
- Carl Cowen Schirm (1852–1928), deutscher Landschaftsmaler und Erfinder
- Walter Leistikow (1865–1908), deutscher Maler und Grafiker des deutschen Impressionismus
- Konrad Müller-Kurzwelly (1855–1914), deutscher Maler
- Paul Müller-Kaempff (1861–1941), deutscher Maler, Zeichner und Lithograf
- Hans Völcker (1865–1944), Wiesbadener Maler
- Fritz Brauer (1858–1910), Landschaftsmaler
- Ferdinand August Glienke (1854–1937), deutscher Landschaftsmaler und Aquarellist

## Werke (Auswahl)
- Norwegische Küste. 1870, Öl auf Leinwand, 132,5 × 224,5 cm, Nationalgalerie Berlin
- Sognefjord mit Wikingerschiffen. 1893, Öl auf Leinwand, 54 × 94 cm, Nationalgalerie Berlin

Illustrationen (Auswahl)
- In: Weihnachts-Album. Arnz, Düsseldorf 1853.[6]